# Гольдберг, Григорий Алексеевич
Григорий Алексеевич Гольдберг (18 марта 1905—13 ноября 1960) — советский военачальник, капитан 1-го ранга, подводник.

## Биография
Родился в еврейской семье. В 1929 году вступил в ВКП(б). В том же году окончил Ленинградский морской техникум (ныне Государственная морская академия имени адмирала С. О. Макарова). Стал штурманом дальнего плавания. С 1929 по 1933 год плавал штурманом на судах торгового флота.
С 1933 служил в Военно-морском флоте СССР. После окончания в 1935 году курсов командного состава Учебного отряда подводного плавания назначен первым командиром подводной лодки «Щ-125» (февраль 1935 — июнь 1938).
8 июня 1938 года был уволен с флота и репрессирован. После ареста и суда находился в заключении до конца 1939 года.
9 декабря 1939 года восстановлен в кадрах ВМФ и назначен командиром подводной лодки «Щ-301» (январь 1940 — июнь 1941).
После начала Великой Отечественной войны с 22 июня 1941 года по 1 мая 1942 года командовал подводной лодкой «К-56».
С мая 1942 до 1946 года — командир 3-го дивизиона подводных лодок Краснознамённого Балтийского Флота ВМФ СССР.
В 1946—1951 годах — командир Охраны водного района Либавской военно-морской базы, в 1951—1954 годах — начальник 32-й объединённой школы 4-го ВМФ.
В 1955 году уволен в запас по болезни.

## Семья
- Родители — Алексей Петрович Гольдберг (1878—1946) и Мария Григорьевна Гольдберг (1881—1950).
- Жена — Ксения Дмитриевна Гольдберг (урождённая Лухманова, 1903—2001), дочь Д. А. Лухманова, внучка Н. Н де Лазари, племянница К. Н. де Лазари и А. Н. де Лазари.
  - Дочери — Ксения Григорьевна Ямщикова (1930—2007), филолог; Вера Григорьевна Гольдберг (1939—2009), педагог[1].

## Награды
Награждён пятью орденами, в том числе
- орден Ленина (1942),
- орден Красного Знамени (1952),
- орден Ушакова II степени (1944),
- орден Отечественной войны I степени (1945),
- орден Красной Звезды (1947),
- медаль «За боевые заслуги» (1944),
- медаль «За оборону Ленинграда» (1943),
- медаль «За взятие Кёнигсберга» (1946),
- медаль «За победу над Германией в Великой Отечественной войне 1941—1945 гг.» (1945),
- медали СССР.